# 挪城水库
挪城水库，位于中华人民共和国山东省青岛市即墨区蓝村镇，桃源河上游。直接汇水面积30平方公里，引入汇水面积21平方千米。库容1260万立方米，兴利库容695万立方米。主坝长1800米，最大坝高9.54米，顶宽4米，坝顶高程18.65米。副坝长3300米，最大坝高6米，坝顶宽3米，坝顶高程18.32米（主副坝都是黑粘土均质坝） 。溢洪闸共有14孔，最大泄量220秒立方米； 非常溢洪道为破副坝式， 共300米，最大泄量735秒立方米。防洪能力达到300年—遇的标准。放水洞2个，设计流量分别为3.7秒立方米和2.4秒立方米。设计灌溉能力为118万亩，并可削减桃源河洪峰的48.2%。
工程于1959年11月兴建，至1960年8月基本完成大坝，1961年开掘溢洪道， 1965年建成9孔溢洪闸。